# Schönenberg (Badenia-Wirtembergia)
Schönenberg – miejscowość i gmina w Niemczech, w kraju związkowym Badenia-Wirtembergia, w rejencji Fryburg, w regionie Hochrhein-Bodensee, w powiecie Lörrach, wchodzi w skład związku gmin Schönau im Schwarzwald. Leży w Schwarzwaldzie, ok. 2 km na północ od Schönau im Schwarzwald.
Najwyższym punktem gminy jest Belchen (1 414 m n.p.m.). Lasy pokrywają niecałe 60% powierzchni.